# Polcenigo
Polcenigo (lokalno Al Borc, furlansko Polcenic) je naselje in občina v pokrajini Pordenone, v italijanski deželi Furlanija - Julijska krajina, ki leži približno 110 kilometrov severovzhodno od Trsta, 95 kilometrov severno od Benetk in okoli 14 km severozahodno od Pordenona.
Leži na pobočjih zahodnih Karnijskih predalp v mirnem okolju, obkroženem z očarljivo pokrajino, znano po vodnih izviri, številnih majhnih potokih, hudournikih, jezerom podobnih izvirih, ki se izlivajo v reko Livenzo, katere vode izvirajo v kraju, imenovanem Santissima.
Polcenigo meji na naslednje občine: Budoia, Caneva, Fontanafredda, Tambre.

## Zgodovina
Ostanki prazgodovinskih kolišč iz 4. tisočletja pr. n. št., so bili najdeni na območju Palu blizu izvirov Livenze, in je del prazgodovinskih kolišč na območju Alp na seznamu Unescove svetovne dediščine. 
Okoli 1. tisočletja pr. n. št. so se na tem območju naselili Severnojadranski Veneti, ki so zapustili bronaste arheološke ostanke. Na hribu San Floriano so arheologi našli antično rimsko nekropolo iz 5. ali 4. stoletja pred našim štetjem. Druge znamenitosti so grad in Muzej kulinarične kulture.

## Zanimivosti

### Sakralne stavbe
- Cerkev Vseh svetnikov ali cerkev Zdravja
- Cerkev San Rocco
- Župnijska cerkev San Giacomo (znotraj hiše je pomembna umetniška dediščina: oltarni nastavek Dall'Oglia, leseni kor in Pescettijeve orgle ter freske z vplivi Thomasa iz Modene)
- Cerkev San Floriana, na istoimenskem griču
- Svetišče svete Trojice. Cerkev je zgrajena čez starodavno mesto poganskega bogoslužja (frazione Colture)

### Posvetne stavbe
- Grad Polcenigo, Mez, Chiaradia, Polenigo Furlan, zaščiten pri Regionalnem inštitutu za beneške vile (IRVV) in zgrajen po zasnovi Mattea Lucchesija, ki ga je sredi osemnajstega stoletja naročil Ottavio Polcenigo na ostankih nekdanjega gradu.
- Palazzo Fullini-Zaia, stavba iz 18. stoletja z elegantnimi sobami, okrašenimi s štukom. Leta 1809 je gostil francoskega generala Eugèna de Beauharnaisa.
- Slikovita stara vas Polcenigo

### Arheološka najdišča in naravna dediščina
- Arheološko najdišče Palù Livenza - Santissima, prazgodovinska kolišča okoli Alp, Unescova svetovna dediščina. Območje reke Livenza je spektakularno po čistosti vode (imenovano tudi 'tekoče nebo').
- Park San Floriano

### Muzej
- Muzej umetnosti kuhanja